# كمال الدين بن يونس
كمال الدين بن يونس هو كمال الدين أبو عمران موسي بن يونس بن محمد بن منعة بن مالك العقيلي (1156-1242م) نابغة في الحساب، رياضياتي، كيميائي،فلكي.
وقد تميز في عدد من علوم تلك الأيام وكان ذو شأن في العلوم الشرعية والفقه حيث كان مدرّساً في المدرسة، بالموصل وعلّم الفلسفة والطب أيضاً. أقام في مدينة الموصل التي ولد بهاإلى أن توفي.

## نبذة عن حياته
زار بغداد وبقي فيها مدة من الزمن لطلب العلم علي يد كبار العلماء. تعلم في بغداد على يد السلماني والقزويني واليشرازي. ولكنه سرعان ما تميز في علم الفلك وعندما عاد إلي الموصل قام بإنشاء مدرسته المسماة بالمدرسة الكمالية.
كان متواضعا أخلص للحق والحقيقة، كان يرد على ما يأتيه من مسائل الحساب والجبر والمساحة والفلك من جميع أقطارالدنيا حتى من الفرنج.

## أعماله
برع وتميز بنوع خاص في الحساب ونظرية الأعداد وقطوع المخروط، وكتب في المربعات السحرية والجبر والكيمياء والأعداد المربعة والسباعي المنتظم والمنطق.

## مؤلفاته
له عدة مؤلفات مختلفة منها:
- كتاب في الأصول
- كتاب عيون المنطق
- كتاب لغز في الحكمة
- كتاب مفردات ألفاظ القانون
- كتاب الأسرار السلطانية
- شرح كتاب التنبيه في الفقه وكن في مجلدين
- رسالة في المخروطات